# أحمد آل حمدان
أحمد عبد الله سعد آل حمدان (ولد في 14 يونيو 1992م في جدة)، كاتب سعودي أصدر عددا من الروايات.

## نشأته وتعليمه
ولد الكاتب الشاب أحمد آل حمدان في جدة بالمملكة العربية السعودية عام 1992 م، ونشأ فيها وحصل على شهادة البكالوريوس في الرياضيات من جامعة الملك عبد العزيز.
أصدر عام 2017 روايته الأولى «مدينة الحب لا يسكنها العقلاء»، التي تدور قصتها حول شخص يؤلف كتاباً يدعو فيه عشيقته التي لا تحب القراءة إلى الرجوع اليه عن طريق وضع صورته على الغلاف. أصدر بعدها جزءا ثانيا من القصة بعنوان «أنت كل أشيائي الجميلة»، وثالثا بعنوان «ردني إليك».

## المؤلفات
| العنوان                      | الناشر            | السنة | عدد الصفحات | المصدر                     |
| ---------------------------- | ----------------- | ----- | ----------- | -------------------------- |
| مدينة الحب لا يسكنها العقلاء | مركز الأدب العربي | 2017  | 144         | [ 9 ] [ 10 ] [ 11 ] [ 12 ] |
| أنت كل أشيائي الجميلة        | مركز الأدب العربي | 2018  | 222         | [ 7 ] [ 13 ] [ 14 ]        |
| رواية أبابيل                 | مركز الأدب العربي | 2020  | 404         | [ 15 ] [ 16 ] [ 17 ]       |
| ردني إليك                    | مركز الأدب العربي | 2020  | 296         | [ 8 ] [ 18 ] [ 19 ]        |
| الجساسة                      | مركز الأدب العربي | 2021  | 340         | [ 20 ] [ 21 ]              |
| جومانا                       | مركز الأدب العربي | 2022  | 331         |                            |
| ارسس                         | مركز الادب العربي | 2023  | 227         | [ 22 ] [ 23 ]              |
| السجيل                       | مركز الأدب العربي | 2024  | 358         | [ 24 ]                     |
| أرسس2                        | مركز الأدب العربي | 2024  | 249         |                            |
| آزر                          | مركز الأدب العربي | 2025  | 420         |                            |